# Vliegveld Natachtari
Natachtari Vliegveld (Georgisch: ნატახტარის აეროდრომი, Natachtaris Aerodromi) is een Georgisch binnenlands vliegveld in het dorpje Natachtari (gemeente Mtscheta) in de regio Mtscheta-Mtianeti op ruim 20 kilometer ten noorden van hoofdstad Tbilisi. Het is privaat bezit van en wordt geëxploiteerd door het moederbedrijf van luchtvaartmaatschappij Vanilla Sky, Service Air.

## Algemeen
Het vliegveld Natachtari ligt ongeveer negen kilometer ten noorden van Mtscheta, een populaire toeristische bestemming en de historische hoofdstad van Georgië. Het vliegveld is gesitueerd in de vlakke Moechranivallei en bedient particuliere vliegers en een aantal binnenlandse lijn- en charterdiensten van Vanilla Sky. Het vliegveld verzorgt bustransfers uit het centrum van Tbilisi in aansluiting op de lijnvluchten vanaf Natachtari. Het vliegveld is ook met de auto goed bereikbaar: het ligt aan de hoofdweg S3 naar Rusland en vlak bij de S1 naar het westen van het land.

## Geschiedenis
Tijdens de Grote Vaderlandse Oorlog (Tweede Wereldoorlog) was van 1942 tot 1945 een jachtvliegtuigdivisie van de Sovjet-luchtmacht gestationeerd op het vliegveld, ter bescherming van strategische doelen in de Kaukasus. De eenheden deden mee in de strijd om de (noordelijke) Kaukasus. De divisie bewaakte daarnaast de lucht tussen Tbilisi en Batoemi in het zuiden en Grozny in het noorden. In september 1945 werd de stationering in Natachtari beëindigd.
In de Sovjet-Unie stond het vliegveld bekend met de IATA code NTX en de ICAO code UGYG. Inmiddels heeft het vliegveld geen IATA code meer en is de ICAO registratie gewijzigd naar UGSA.

### Lijndiensten

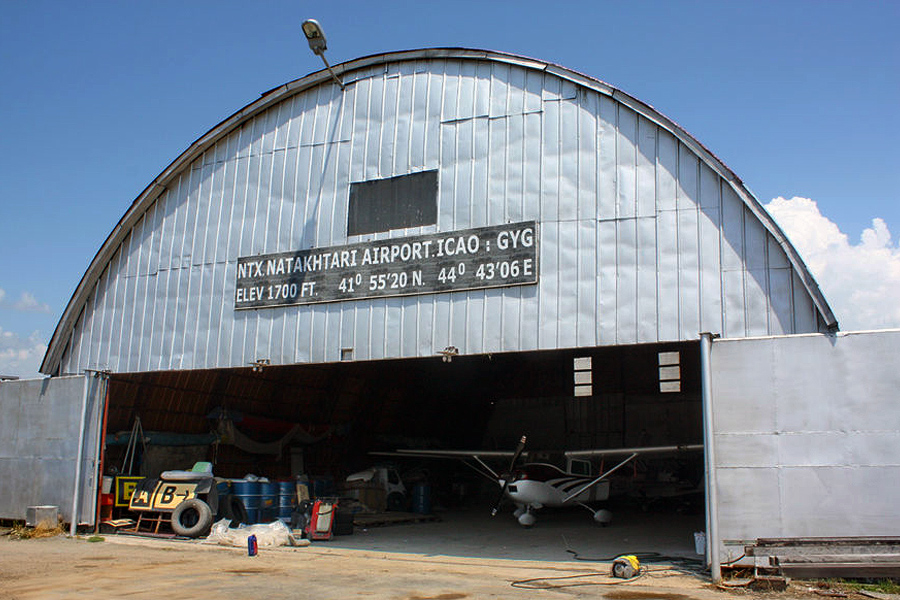
Kleinschalig vliegveld

Het vliegveld kreeg rond 2011 een nieuwe verharde start- en landingsbaan van beton om binnenlandse lijndiensten te kunnen verzorgen. Tevens werden de faciliteiten uitgebreid ten behoeve van toeristische activiteiten. Vanaf het vliegveld worden rondvluchten met een helikopter of een Cessna aangeboden.
Sinds eind 2010 worden vanaf Natachtari vluchten uitgevoerd naar Mestia, in de noordwestelijke bergregio Svanetië. Deze werden eerst door het Canadese Kenn Borek Air uitgevoerd, maar vanaf 2014 werden deze door Vanilla Sky uitgevoerd. In 2017 ging een lijndienst van start naar het nieuwe vliegveld Ambrolaoeri in de regio Ratsja.
In 2019 vond de eerste vlucht plaats naar vliegveld Telavi in de regio Kacheti, de eerste commerciële vlucht op de stad sinds het lokale vliegveld in 1992 gesloten was. In 2022 werden lijnvluchten tussen Natachtari en Telavi aangekondigd die door Air Georgia uitgevoerd zouden worden, een dochterbedrijf van Natachtari eigenaar Service Air. Natachtari had in 2022 17.541 passagiers, een stijging van 96% ten opzichte van 2019, het laatste normale reisjaar voor de coronapandemie.

## Bestemmingen
| Luchtvaartmaatschappijen | Bestemmingen                 |
| ------------------------ | ---------------------------- |
| Vanilla Sky              | Ambrolaoeri, Batoemi, Mestia |